# Karl Imfeld (Pfarrer)

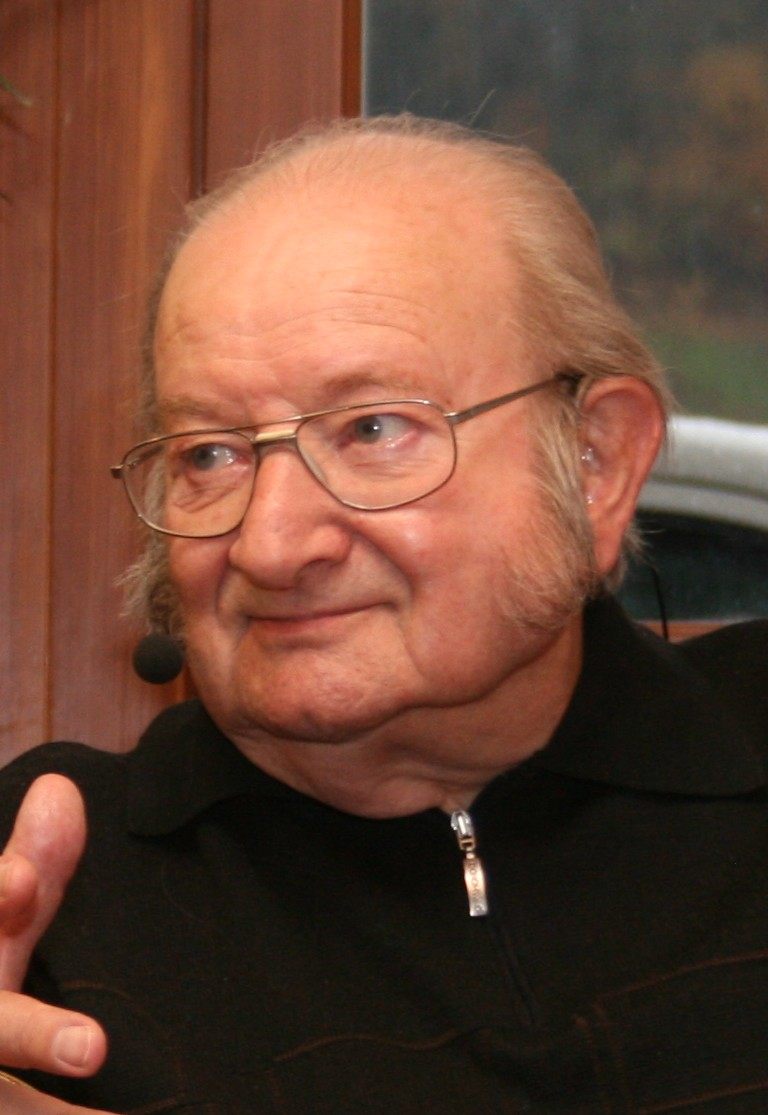
Karl Imfeld (2012)

Karl Imfeld (* 6. Oktober 1931 in Sarnen; † 19. August 2020 ebenda) war ein Schweizer römisch-katholischer Pfarrer, Mundartlexigraph, Volkskundler, Schriftsteller und Hörspielautor.

## Leben
Imfeld war der Sohn des Fabrikarbeiters Karl Felix und der Hermine geborene Jakober. Er wurde in Sarnen geboren und ist auch dort aufgewachsen. Von 1945 bis 1953 besuchte er das Gymnasium in Sarnen und das Gymnasium in Altdorf, danach studierte er Theologie und Philosophie am Priesterseminar St. Luzi in Chur. Am 7. Juli 1957 empfing er die Priesterweihe in Chur. Von 1958 bis 1962 war er Vikar in Chur an der Dompfarrei. Ab 1962 war er Kaplan und von 1969 bis 1996 Pfarrer in Kerns. Von 1969 bis 1983 redigierte er als erster Redaktor das Pfarrblatt von Obwalden. Von 1991 bis 1998 stand er als Dekan dem Dekanat Obwalden vor. Er trat 1998 in den Ruhestand und wohnte in Kerns.

## Auszeichnungen
Für sein Hörspiel Pilgerzug wurde Imfeld mit dem Basler Hörspielpreis ausgezeichnet. 2006 erhielt er den Obwaldner Kulturpreis für sein literarisches und volkskundliches Schaffen. Die Gemeinde Kerns ehrte Imfeld 2008 mit dem Preis «Kabriizi».

## Werk
Imfeld war neben seiner Tätigkeit als Seelsorger und Pfarrer auch Mundartforscher, Volkskundler und Schriftsteller. In fast zwanzigjähriger Arbeit erstellte er zwischen 1980 und 2000 das Obwaldner Mundart-Wörterbuch; zu diesem vermerkte die Neue Zürcher Zeitung: «Karl Imfelds Obwaldner Wörterbuch schöpft aus dem Vollen; es widmet sich in besonderem Masse auch dem Volkswitz, wie er sich in zahllosen Redensarten und Anekdoten zeigt. Das Buch verdient über die Kantonsgrenzen hinaus Beachtung». Das Wörterbuchmaterial befindet sich heute im Archiv des Schweizerischen Idiotikons.
Imfeld war von 1989 bis 1998 Autor und Sprecher der Morgensendung «Zum neuen Tag» im Schweizer Radio DRS. Im Obwaldner Wochenblatt schrieb er 2000 die monatliche Kolumne «Obwaldner Sprüche und Redensarten». Neben seinen Büchern schrieb er viele Beiträge zur Volkskunde, die in diversen Büchern erschienen sind.

### Bücher (Auswahl)
- Obwaldner Mundart-Wörterbuch. Brunner Verlag, Kriens 2000, ISBN 3-905198-55-X.
  - überarbeitete Version: Obwaldner Mundartwörterbuch. Bildfluss-Verlag, Altdorf 2020, ISBN 978-3-9524501-5-4.
- Pfarreigeschichte von Kerns: 10. Jahrhundert bis 2010. Verlag Martin Wallimann, Alpnach 2012, ISBN 978-3-905969-13-9.
- Volksbräuche und Volkskultur in Obwalden. Brunner Verlag, Kriens 2006, ISBN 978-3-03-727016-5.
- Dischtlä sind ai Bliämä. Gedicht vom Chärnserpfarer, Gedichte in Obwaldner Mundart. Nussbaumverlag, Sarnen 1978.
- Markusevangeeli Obwaldnerdytsch. Nussbaumverlag, Sarnen 1979.
- Vertraht churzi Gschichtli. Kürzestgeschichten. Nussbaumverlag, Sarnen 1982.
- D Gschicht vom Wetzstäimanndli. Kinderbuch, illustriert. Bibliothek Kerns 1984.
- Alig hends gseid. Kernser Sagen. Nussbaumverlag, Sarnen 1986.
- chund druifab – Gedichte und Sprüche. Bildfluss-Verlag, Altdorf 2022, ISBN 978-3-9524501-9-2 (postum erschienen, mit einem ausführlichen Werkverzeichnis S. 153–157).

### Festspiel, Hörspiele, Libretto, Liedtexte
- Ein dryfach Brunnen, Festspiel zur Einweihung des neugestalteten Dorfzentrums von Sachseln, 2006[9][10]
- Pilgerzug, Hörspiel Schweizer Radio DRS, 1987
- Noch vierzig Tage, Hörspiel Radio DRS, 1988
- Einsame Reise, Hörspiel Radio DRS, 1990
- Bergpredigt, Libretto zu einem Oratorium, vertont von Erwin Mattmann, 1990
- Chärnser Chrippäspil, Hörspiel in Obwaldner Mundart, Radio DRS, 1982
- Liedertexte: Zweite Jodlermesse, vertont von Jost Marty, Fellmannverlag, Steinhuserberg 1981